# Sebastian Kurz
Sebastian Kurz (výslovnost: [zeˈbastˌi̯a:n ˈkʊrt͡s]IPA; * 27. srpna 1986 Vídeň) je rakouský politik, v letech 2017–2019 a 2020–2021 spolkový kancléř. V říjnu 2021 na úřad rezignoval pro podezření z korupce a úplatkářství, v prosinci téhož roku oznámil definitivní odchod z politiky. Od července 2017 do rezignace v říjnu 2021 působil také jako předseda Rakouské lidové strany (ÖVP).
V říjnu 2010 byl zvolen do vídeňské obecní rady. V rámci rekonstrukce prvního Faymannova kabinetu během dubna 2011 získal post státního tajemníka pro integraci při ministerstvu vnitra. V parlamentních volbách 2013 se stal poslancem Národní rady a v druhé Faymannově vládě ministrem zahraničí.
Po rezignaci vicekancléře Reinholda Mitterlehnera v květnu 2017 jej nahradil na pozici předsedy lidovců. V následných parlamentních volbách 2017 dovedl lidovce k vítězství se ziskem 31,5 % hlasů.
Kancléřem byl jmenován 18. prosince 2017 spolu s dalšími členy svého prvního kabinetu. Po skandálu koaliční strany FPÖ podal demisi. V následných předčasných volbách jeho lidová strana opět zvítězila a v lednu 2020 byl znovu jmenován kancléřem.
V úřadu kancléře se Kurz stal nejmladším premiérem na světě, poprvé ve 31 letech a podruhé o tři roky později, čímž v tomto kritériu předstihl Finku Sannu Marinovou.

## Život

### Mládí a začátky kariéry
Narodil se roku 1986 ve Vídni, v jejíž čtvrti Meidling strávil dětství. Od roku 1996 studoval na gymnáziu (Bundesrealgymnasium Erlgasse), kde v roce 2004 maturoval. Následně absolvoval povinnou vojenskou službu. Při zaměstnání navštěvoval Právnickou fakultu Vídeňské univerzity, kterou však nedokončil, dobrovolně ji opustil, aby se věnoval politice.
Již v roce 2003 vstoupil do mládežnické organizace Rakouské lidové strany, v roce 2009 byl zvolen jejím předsedou. V letech 2010–2011 zasedal ve vídeňské městské radě. V dubnu 2011 došlo k jeho jmenování do nově zřízeného úřadu státního tajemníka pro integraci při ministerstvu vnitra. V zářijových parlamentních volbách 2013 byl za lidovce zvolen do Národní rady.

### Ministr zahraničních věcí
V prosinci 2013 se stal ministrem zahraničí ve druhém kabinetu kancléře Wernera Faymanna, tvořeného koalicí lidovců a socialistů. Na kancléřovu žádost také nově získal portfolio sociální integrace. Ministerský slib složil ve věku 27 let, čímž se stal nejmladším členem rakouské vlády od založení Rakouské republiky a nejmladším šéfem diplomacie států Evropské unie.

### Předseda lidové strany
V červenci 2017 byl se ziskem 98,7 % odevzdaných hlasů na sjezdu v Linci zvolen předsedou Rakouské lidové strany (ÖVP), když pro něj hlasovalo 464 z 472 přítomných delegátů. V úřadu tak nahradil Reinholda Mitterlehnera. Před svým zvolením do čela strany rakouských lidovců zdůraznil také svůj požadavek moci více zasahovat do vnitrostranických záležitostí, např. mít možnost ovlivňovat, vetovat sestavování kandidátek aj.
Jako předseda strany se v květnu 2017 kvůli rozporům v koalici se sociálními demokraty (SPÖ) aktivně zasadil za konání předčasných parlamentních voleb.

### Spolkový kancléř
Rakouská lidová strana pod jeho vedením vyhrála parlamentní volby 15. října 2017 se ziskem 31,5 % hlasů a 62 mandátů, což znamenalo posílení oproti roku 2013 o 7,5 % hlasů a 15 mandátů. Výrazné vítězství bylo zapříčiněno především akcentací témat imigrace a sociální politiky. Sociálně demokratická strana Rakouska dosavadního kancléře Christiana Kerna skončila ve volbách jen těsně druhá před Svobodnou stranou (FPÖ). Poté došlo k vyjednávání o nové vládní koalici mezi Kurzem a šéfem FPÖ Heinzem-Christianem Strachem. Shodu na všech programových a personálních otázkách oznámili 16. prosince 2017. O dva dny později jej jmenoval prezident republiky Alexander Van der Bellen spolkovým kancléřem. Účast Svobodných na vládě se stala předmětem kritiky.
Během kancléřství prosadil řadu reforem a změn, ale vládu rovněž doprovázely skandály koaliční strany. Po aféře Ibiza z května 2019 se většinová koalice ÖVP–FPÖ rozpadla a pouze minoritní lidovecká vláda nezískala důvěru parlamentu od opozičních subjektů SPÖ, FPÖ a JETZT. K předčasným volbám dovedl zemi úřednický kabinet Brigitte Bierleinové.
Po jasné volební výhře v parlamentních volbách v září 2019 sestavil Sebastian Kurz svou druhou vládu, jmenovanou prezidentem Van der Bellenem v lednu 2020. Poprvé v historii Rakouska vstoupili do vládního patra politiky Zelení, s nimiž lidovci uzavřeli koaliční dohodu během prosince 2019. Za priority nové vlády byl označen boj za bezpečnost a proti nelegální migraci, boj za ekologii a ochrana klimatu.

#### Rezignace, odchod z politiky a odsouzení za křivé svědectví
V říjnu 2021 rezignoval na post kancléře, neboť byl obviněn z korupčního jednání, nahradil ho dosavadní ministr zahraničí Alexander Schallenberg, kterého prezident Alexander Van der Bellen jmenoval 11. října 2021. V prosinci 2021 oznámil svůj odchod z politiky.
V únoru 2024 byl soudem ve Vídni odsouzen za křivou výpověď před parlamentním vyšetřovacím výborem, kterou snižoval svou roli při jmenování dozorčí rady významné státní investiční společnosti Österreichische Beteiligungs AG (ÖBAG). Soud mu vyměřil podmíněný trest osmi měsíců vězení. K podmíněnému trestu šesti měsíců vězení byl odsouzen i jeho spoluobžalovaný a bývalý šéf Kurzova kabinetu Bernhard Bonelli.

## Soukromý život
Od osmnácti let udržuje partnerský vztah se Susanne Thierovou, která vystudovala obchodní akademii a působí na ministerstvu financí. V listopadu 2021 se do vztahu narodil syn Konstantin. Žije v rodném Meidlingu, 12. vídeňském městském okrese.

## Galerie

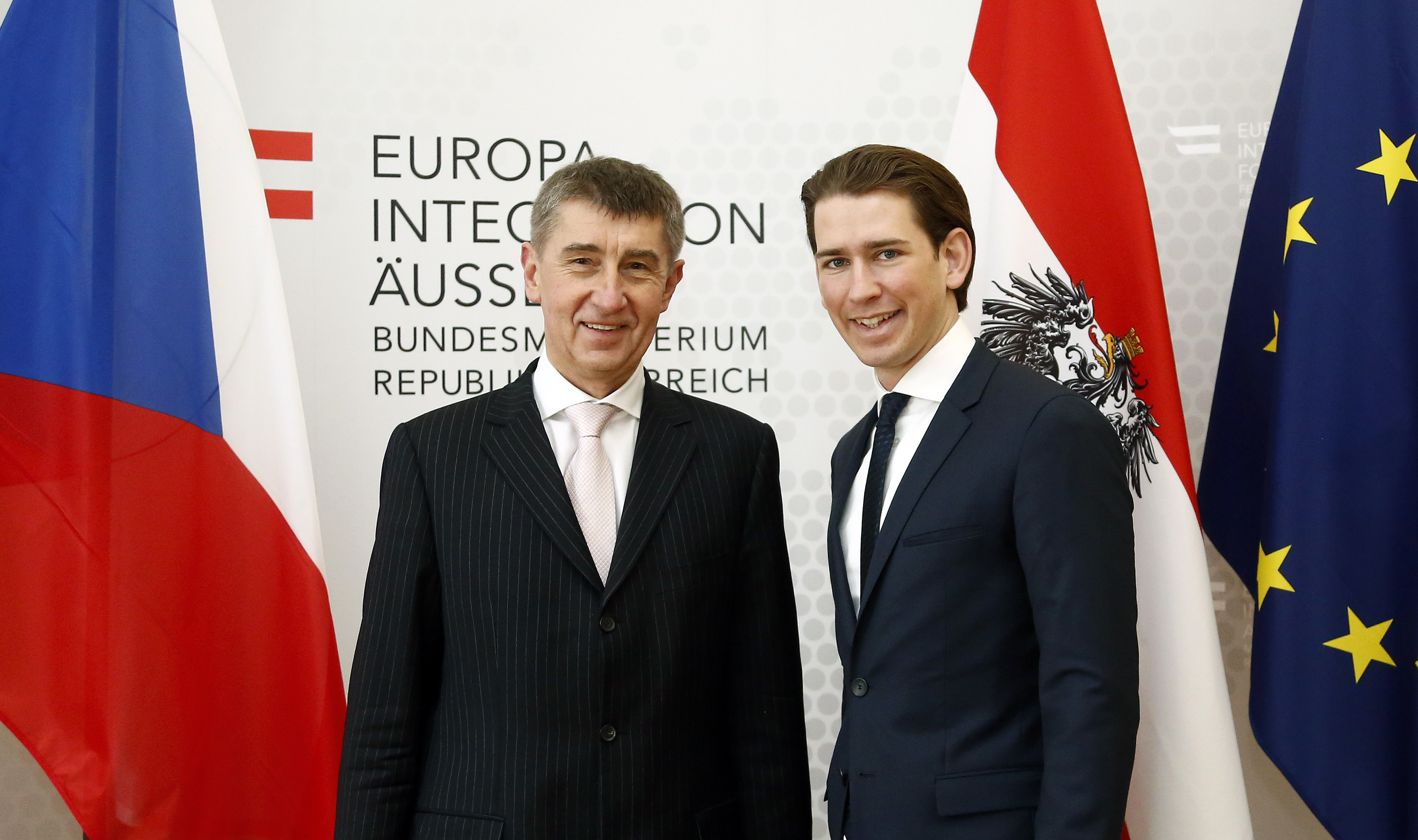
Sebastian Kurz jako ministr zahraničí na schůzce s českým ministrem financí Andrejem Babišem v únoru 2015
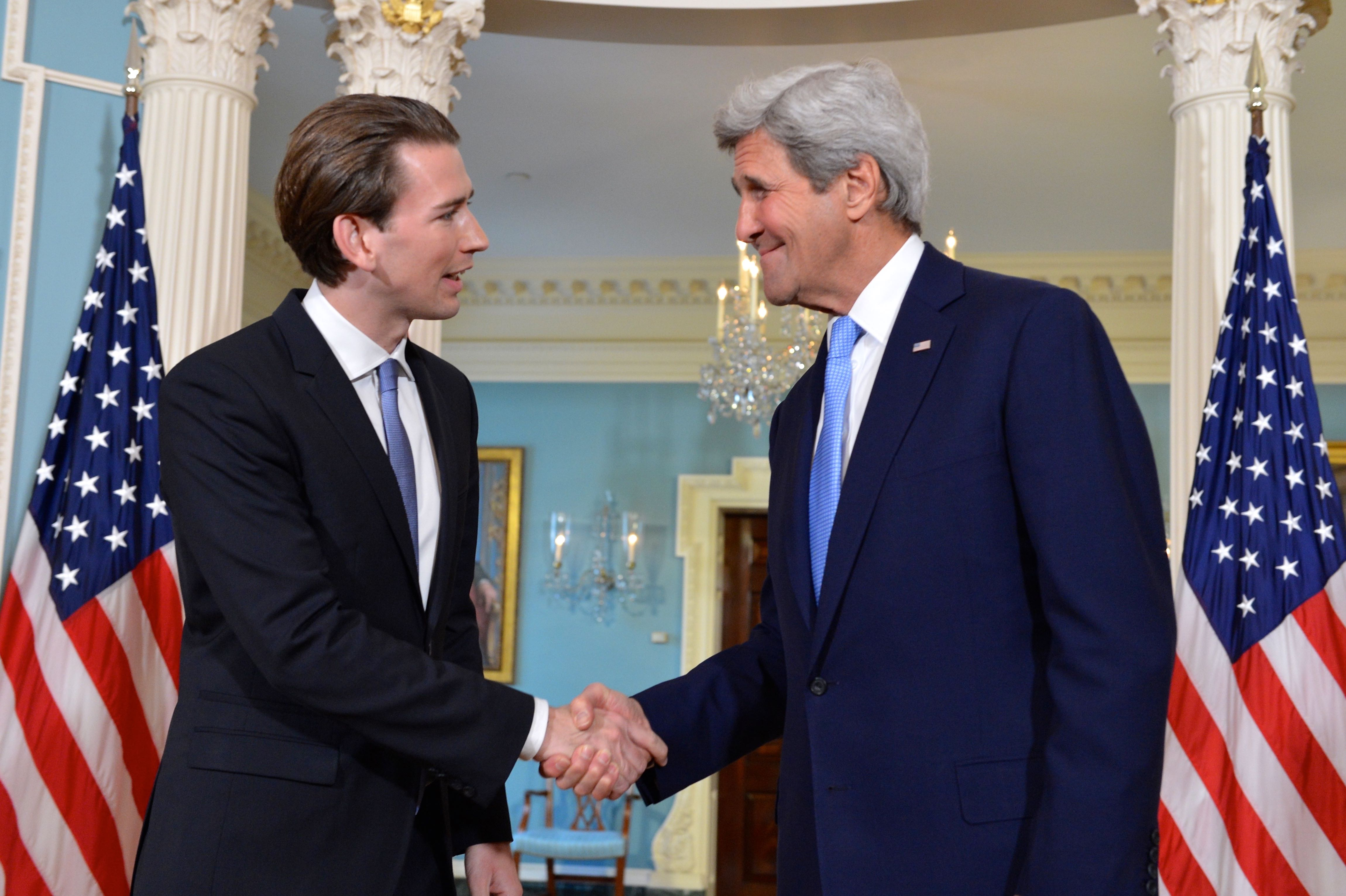
Sebastian Kurz s ministrem zahraničí USA Johnem Kerrym, rok 2017
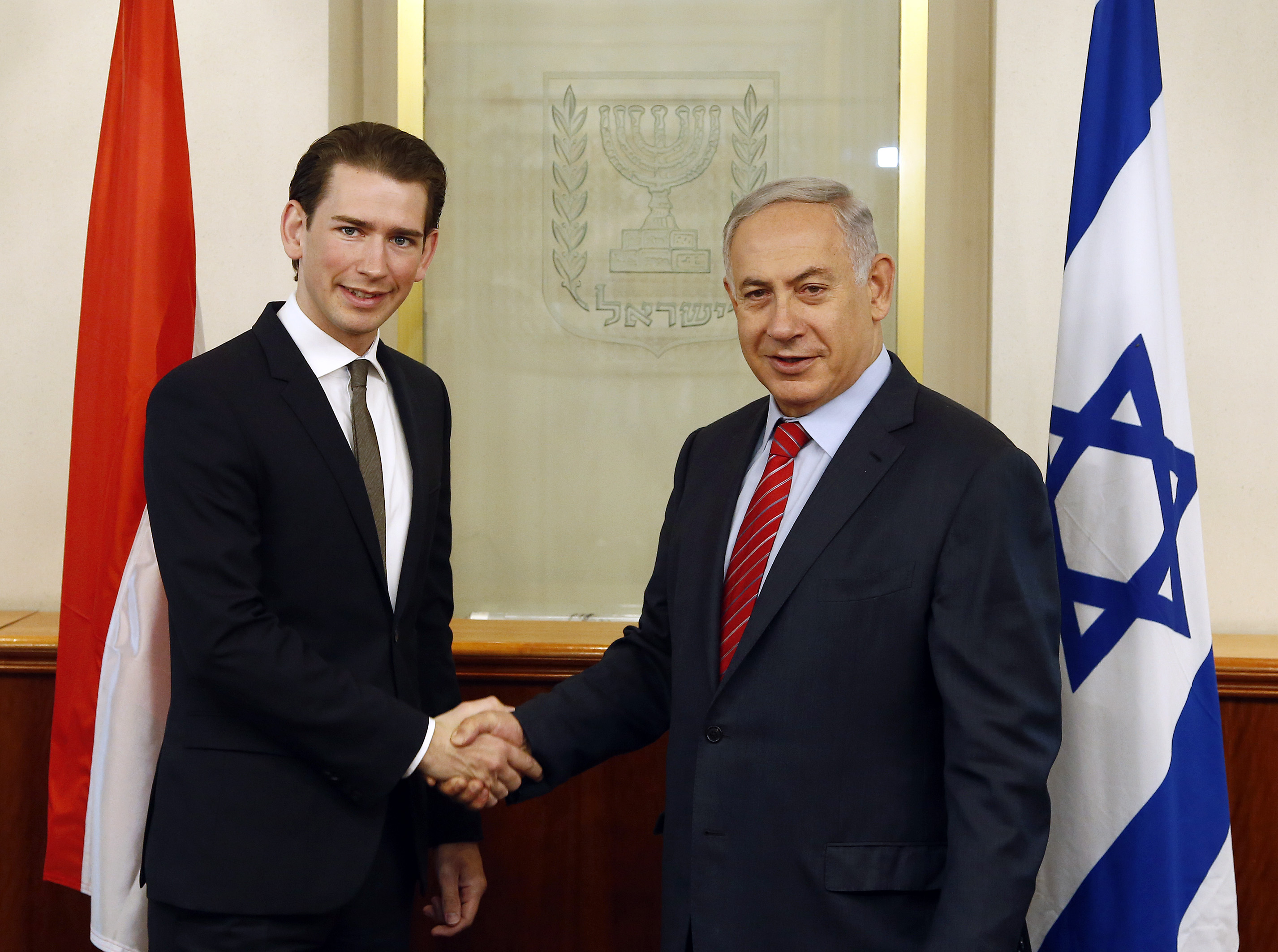
S izraelským premiérem Benjaminem Netanjahuem
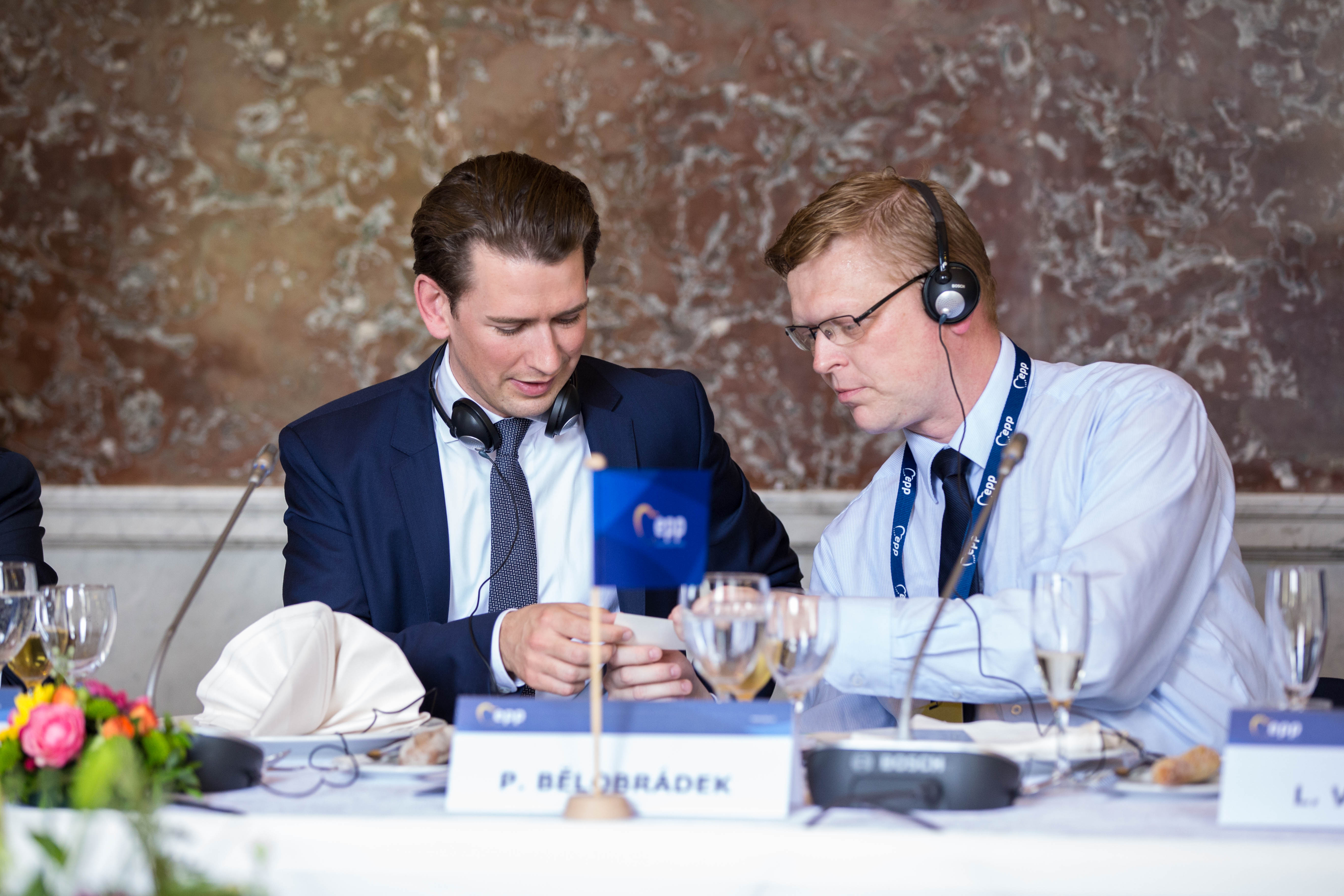
S českým vicepremiérem a předsedou KDU-ČSL Pavlem Bělobrádkem
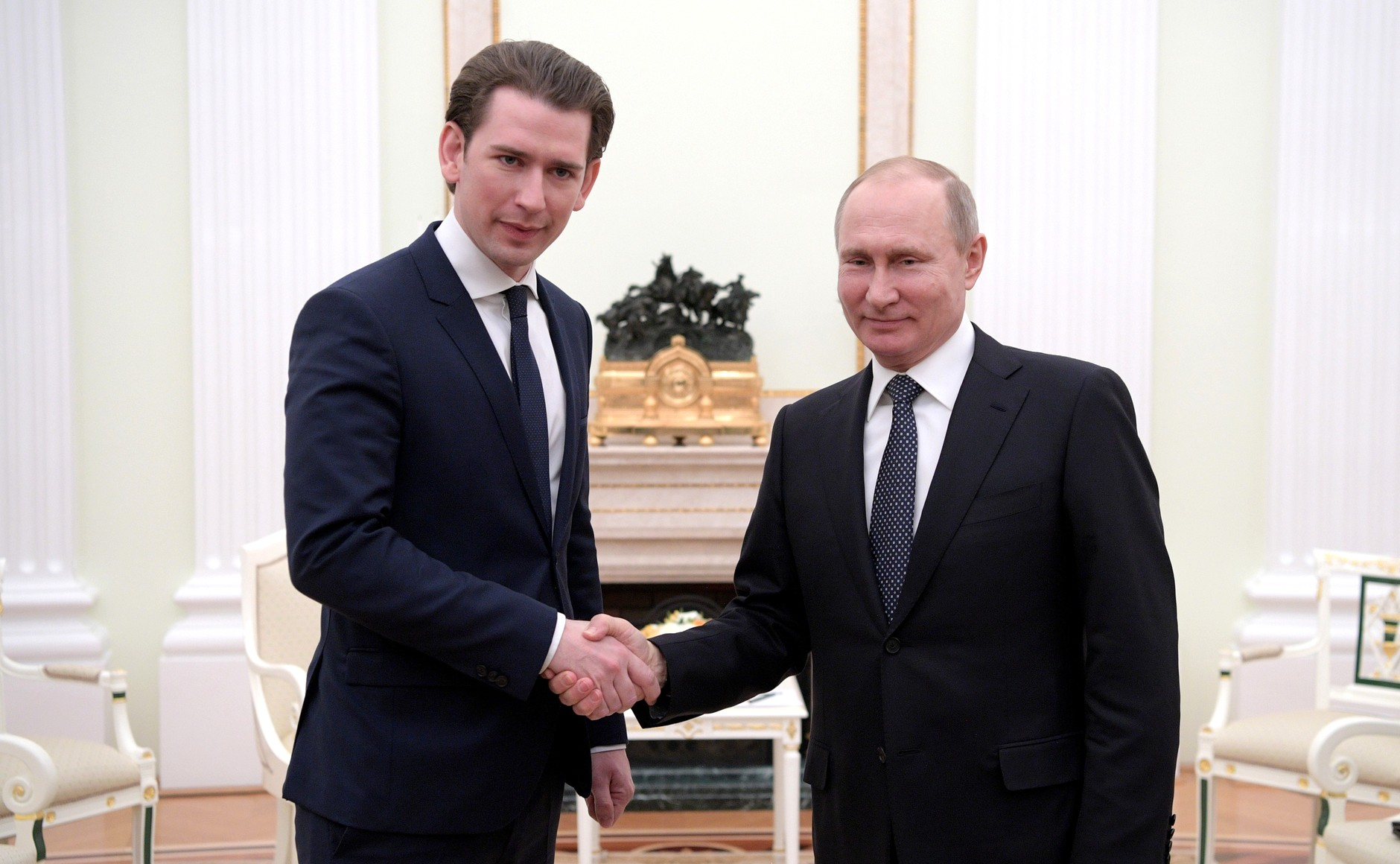
Setkání kancléře Sebastiana Kurze a ruského prezidenta Vladimira Putina v Kremlu, únor 2018